# Silvitettix rhachicoryphus
Silvitettix rhachicoryphus är en insektsart som beskrevs av Nicholas David Jago 1971. Silvitettix rhachicoryphus ingår i släktet Silvitettix och familjen gräshoppor. Inga underarter finns listade i Catalogue of Life.